# بوي ايريسد
صبي ممحي (بالإنجليزية: Boy Erased)‏ هو فيلم دراما وسيرة ذاتية أمريكي، تم إنتاجه عام 2018. الفيلم مبني على قصة حقيقية للكاتب غارارد كونلي في كتابه الذي يروي فيها مذكراته والتي تحمل نفس اسم الفيلم. المخرج الأمريكي جويل إجيرتون أشرف على إخراج الفيلم وكتابة السيناريو كما شارك بعملية الإنتاج. الفيلم من بطولة لوكاس هيدجز ونيكول كيدمان وراسل كرو، ويحكي الفيلم قصة عائلة تابعة للكنيسة المعمدانية تحاول علاج ابنها من المثلية الجنسية بطريقة علاج التحويل.
عُرض الفيلم لأول مرة في مهرجان تيلورايد السينمائي بتاريخ 1 سبتمبر 2018، تبعه العرض في مهرجان تورونتو السينمائي الدولي. تم إصدار الفيلم مسرحيًا في الولايات المتحدة في 2 نوفمبر 2018 ، بواسطة فوكس فيتشرز وحقق أكثر من 11 مليون دولار في جميع أنحاء العالم. تلقت تعليقات إيجابية بشكل عام من النقاد ، الذين أشادوا في الغالب بأداء الممثلين ، وحصلوا على العديد من الترشيحات لجوائز ، بما في ذلك ترشيحين لجائزة غولدن غلوب: أفضل ممثل لهيدجز، وأفضل أغنية أصلية لأغنية "Revelation". كما حصل الفيلم على جائزة غلاد لأفضل فيلم في حفل توزيع جوائز غلاد الثلاثين.

## قائمة الممثلين
- لوكاس هيدجز بدور جاريد ايمونز (في الواقع يجسد دور غارارد كونلي).
- نيكول كيدمان بدور نانسي ايمونز (في الوقع تجسد دور والدة كونلي).
- جويل إجيرتون بدور المعالج فيكتور سايكس (في الواقع يجسد دور جون سميد).
- جو ألوين بدور هنري والاس.
- إكسافيير دولان بدور جون.
- تروي سيفان بدور غاري.
- شيري جونز بدور د.مولدون.
- فلي بدور براندون.
- راسل كرو بدور مارشال ايمونز (في الواقع يجسد دور والد كونلي).
- ثيودور بيليرين بدور كزافييه.
- مادلين كلاين بدور كلوي.

## القصة
جاريد هو مراهق، إبن عائلة محافظة من ولاية اركنساس الأمريكية، أبوه قس كنيسة معمدانية وأمه مصففة شعر. يبدأ الفيلم بوجود جاريد بالجامعة، حيث يترك حبيبته ويرتبط بعلاقة صداقة متينة مع شاب، مما يثير غيرة شريكه في سكن الجامعة فيغتصبه، ثم يتصل المغتصب بأهل جاريد ويكشف لهم أن ابنهم مثليّ جنسيًا. جاريد يترك الجامعة ويهرب إلى بيت أهله، حيث يصدمهم باعترافه لهم بحقيقة ميوله الجنسية. فيرد عليه والده بأنه لا يمكنه أن يعيش معهم كمثليّ مخالف لله. وبعد أن يستشير الكنيسة يقرر ارسال ابنه الى مؤسسة علاج تحويل مسيحية تسمى «لوف إن أكشين». جاريد يوافق ويخضع للعلاج.